# تخمک‌گذاری پنهان
تخمک‌گذاری پنهان (انگلیسی: Concealed ovulation) در یک گونه، فقدان هرگونه تغییر محسوس در یک ماده بالغ (مثلاً تغییر در ظاهر یا رایحه) زمانی که او بارور است و نزدیک به تخمک‌گذاری است. برخی از نمونه‌های تغییرات محسوس تورم و قرمزی اندام تناسلی در عنتر دم‌کوتاه و بونوبوها و آزاد شدن فرمون فرومون در خانواده گربه‌ها هستند. در مقابل، ماده‌های انسان و چند گونه دیگ که تحت فحلی پنهان قرار می‌گیرند، نشانه‌های بیرونی کمی از باروری دارند و تنها با استفاده از نشانه‌های بیرونی، استنباط آگاهانه را برای جفت دشوار می‌کند. چه زن در نزدیکی تخمک گذاری باشد یا نه.